# Boże Małe
Boże Małe [ˈbɔʐɛ ˈmawɛ] (deutsch Waldhausen, vor 1871 Klein Bosemb) ist ein Dorf in der Gmina Mrągowo (Landgemeinde Sensburg) im Powiat Mrągowo (Kreis Sensburg) der polnischen Woiwodschaft Ermland-Masuren.

## Geographische Lage
Boże Małe liegt zehn Kilometer nordöstlich der Stadt Mrągowo (Sensburg) an einer Nebenstraße, die Szestno (Seehesten) an der Woiwodschaftsstraße 591 über Wyszembork (Weißenburg) nach Szczerzbowo (Scziersbowen, 1927 bis 1945 Talhausen) und Słabowo (Slabowen, 1928–1945 Langenwiese) führt. Bis 1966 war Wyszembork die nächste Bahnstation an der Bahnstrecke von Kętrzyn (Rastenburg) nach Mrągowo, die bis 1945 von den Rastenburger Kleinbahnen betrieben wurde, jetzt aber aufgegeben ist.

## Geschichte
Das einstige Gutsdorf wurde im Jahre 1841 gegründet und hieß vor 1871 Klein Bosemb. Im Jahr 1874 wurde Waldhausen in den neu geschaffenen Amtsbezirk Weißenburg (heute polnisch: Wyszembork) eingegliedert, der zum Landkreis Sensburg im Regierungsbezirk Gumbinnen (heute russisch: Gussew), von 1905 bis 1945 im Regierungsbezirk Allenstein (heute polnisch Olsztyn), in der preußischen Provinz Ostpreußen gehörte. Im Jahre 1910 zählte Waldhausen 47 Einwohner.
Aufgrund der Bestimmungen des Versailler Vertrags stimmte die Bevölkerung im Abstimmungsgebiet Allenstein, zu dem Waldhausen gehörte, am 11. Juli 1920 über die weitere staatliche Zugehörigkeit zu Ostpreußen (und damit zu Deutschland) oder den Anschluss an Polen ab. In Waldhausen stimmten 20 Einwohner für den Verbleib bei Ostpreußen, auf Polen entfielen keine Stimmen.
Am 30. September 1928 verlor Waldhausen seine Eigenständigkeit und wurde in die Landgemeinde Weißenburg eingegliedert. Sie hieß ab 1940 offiziell Weißenburg (Ostpreußen); dementsprechend wurde auch der Amtsbezirk umbenannt.
Gegen Ende des Zweiten Weltkriegs besetzte im Januar 1945 die Rote Armee die Region. Bald darauf wurde Waldhausen zusammen mit Weißenburg und der südlichen Hälfte Ostpreußens unter polnische Verwaltung gestellt. Der Ort erhielt den polnischen Namen Boże Małe. Soweit die deutschen Einwohner nicht geflohen waren, wurden sie in der darauf folgenden Zeit vertrieben und durch Polen ersetzt.
Das Dorf ist heute ein Ortsteil der Gmina Mrągowo (Landgemeinde Sensburg) im Powiat Mrągowski (Kreis Sensburg) der Woiwodschaft Ermland-Masuren (1975–1998 Woiwodschaft Olsztyn (Allenstein)). Boże Małe ist in das Schulzenamt Boże (Bosemb, 1938–1945 Bussen) eingegliedert.

## Kirche
Vor 1945 lebte eine überwiegend evangelische Bevölkerung in Waldhausen. Das Dorf war in das Kirchspiel der Kirche Seehesten (heute polnisch Szestno) eingepfarrt, das zum Kirchenkreis Sensburg (heute polnisch: Mrągowo) in der Kirchenprovinz Ostpreußen der Evangelischen Kirche der Altpreußischen Union gehörte.
Heute ist die Einwohnerschaft von Boże Małe fast ausnahmslos katholisch. Die einstige evangelische Kirche in Seehesten und heutige katholische Kirche in Szestno ist die zuständige Pfarrkirche, jetzt im Dekanat Mrągowo I im Erzbistum Ermland der Katholischen Kirche in Polen. Hier lebende evangelische Kirchenglieder gehören jetzt zur Pfarrei in Mrągowo in der Diözese Masuren der Evangelisch-lutherischen Kirche in Polen.